# François Jaques
Pour les articles homonymes, voir Jaques.
 (janvier 2022).
Si vous disposez d'ouvrages ou d'articles de référence ou si vous connaissez des sites web de qualité traitant du thème abordé ici, merci de compléter l'article en donnant les références utiles à sa vérifiabilité et en les liant à la section « Notes et références ».
François Jaques est un artiste plasticien né en 1961 à Zurich. Il vit dans le canton de Neuchâtel.

## Biographie
Son enfance et son adolescence se passent à Serrières, en périphérie de Neuchâtel. C'est durant cette période que son père l'initie à la photographie argentique et qu'il développe sa sensibilité artistique. Dès la fin de son école obligatoire, il se perfectionne dans cet art, en parallèle à une formation de monteur copiste essayeur offset qui lui convient mais ne le captive pas. Il renonce à terminer ce cursus et part pour l'aventure au Mexique et aux États-Unis, qu'il traversera "en stop" pendant près d'un an.
À son retour, riche de nombreuses expériences, il crée et réalise de nombreux collages, poursuit la photographie, et joue activement du saxophone avec un groupe local.
C'est à Bruxelles ensuite, où il part vivre trois ans, qu'il peaufine sa technique pour les photo-collages.
En 1987, second retour à Neuchâtel ; François obtient le poste de chef des infrastructures techniques du site archéologique de Saint-Blaise. Il se tourne à ce moment vers les arts plastiques, et a cessé la musique. Il crée des sculptures minimalistes néo géométriques qu'il conçoit comme des structures murales dites triangles projetés.
En 1990, il a quitté l'archéologie et faute d'opportunité, organise chez lui, dans son appartement de Neuchâtel, une exposition "sauvage" à laquelle il convie tous ses amis et ses relations, lesquelles viennent également accompagnées. Le succès de cette initiative va au-delà de toutes ses espérances.
Parmi les très nombreux curieux présents à cette soirée, il y fait la rencontre de la journaliste culturelle du quotidien local, qui adore son travail, et qui lui rédigera un article élogieux ; il y rencontre aussi un jeune galeriste neuchâtelois qui lui offrira sa première opportunité d'exposer dans une galerie d'art, en ville de Neuchâtel. Il vend également de nombreuses pièces durant cette soirée. Sa carrière d'artiste est ainsi lancée!
Il n'en reste pas là pour autant, et repense entièrement ses sculptures tubulaires. Ainsi naît de la compression de ses structures l'Objet-Trait (OT), tube en acier biseauté à ses extrémités. C'est lui qu'il expose en 1991 à la Galerie de la Maison des Jeunes à Neuchâtel. Une seconde exposition de l'OT suit en 1993 à la Cité des Arts à Paris. Sur place, il revient à ses premières amours et réalise une importante série de photographies de l'OT en milieu urbain. François Jaques part alors s'établir à Genève poursuivre l'aventure de l'OT tout en assumant un emploi de constructeur de décors et machiniste de plateaux TV à la Télévision Suisse Romande.
À la fin de l'année 1997, il rentre à nouveau à Neuchâtel pour créer sa propre entreprise de scénographie et d'arts appliqués qu'il nomme "Idée Appliquée" pour permettre aux idées des autres de bénéficier de sa réalisation. La fin des années 1990 marque également la fin du cycle de l'OT, et c'est tout naturellement qu'il se tourne vers un art de la lumière, fort de ses expériences photographiques et scéniques. Son projet, qu'il intitule "different type of lights", est le détournement d'illuminations publiques en scène artistique.
Au cœur de ses réflexions, cette question : "comment la lumière modifie ou accompagne-t-elle notre perception de l'espace, des lieux que nous fréquentons?" Plusieurs bâtiments verront ainsi leur façade ou leur hall revisité par ses soins.
Dès 2004, il se lance également dans la réalisation d'œuvres lumineuses, les Neonrothko sorte de tableaux lumineux constitués de caissons dans lesquels plusieurs néons réfléchissent leur lumière blanche sur des filtres colorés pour contaminer l'espace auquel ils font face. Plusieurs expositions célèbreront cet art nouveau pour François, avec en point d'orgue une date à New-York en 2005. À la même période, il réalise également plusieurs scénographies. Ce cycle artistique dure environ dix ans, comme ce fut déjà le cas pour l'OT.
François Jaques a alors l'envie de peindre et de mettre de côté la technique. Ce qu'il réussit plus ou moins à faire, mais pas complètement. Il va utiliser toute son expérience du verre acrylique et de la peinture industrielle utilisée pour ses OT dans les acrylics bases qu'il imagine puis conçoit. L'union géométrique du cercle et du rectangle. C'est à cet art-là qu'il se consacre entièrement depuis le milieu des années 2010.

## Expositions collectives et personnelles (sélection)
| Année       | Exposition                         | Espace                                       | Ville             |
| ----------- | ---------------------------------- | -------------------------------------------- | ----------------- |
| 2021        | Art en plein air                   |                                              | Môtiers           |
| 2019        | La Thune                           | Smallville, Espace d’art contemporain        | Neuchâtel         |
| 2019        | Snack                              | Galerie Lange & Pult                         | Auvernier         |
| 2017        | Acrylics bases                     | Galerie 2016                                 | Hauterive         |
| 2015        | Hospice des mille cuisses          | CAN                                          | Serrières         |
| 2012 / 2013 | À la recherche de la Bohème perdue | CAN                                          | Neuchâtel         |
| 2011 / 2012 | Paleotoroute                       |                                              | Porrentruy        |
| 2010        | RGB projects                       | Hyperactivity Summerlab CAN                  | Neuchâtel         |
| 2009        | Chlorophyl'électrique              | Evologia                                     | Cernier           |
| 2009        | Objet Trait 56, 57, 58, 59 (1993)  | Donation Jeunet, MAH                         | Neuchâtel         |
| 2007 / 2008 | 68e biennale de la samba           | MBA                                          | La Chaux-de-Fonds |
| 2006        | Acid / Greenhouse                  | Evologia                                     | Cernier           |
| 2005        | Spectrum                           | Galerie Kashya Hildebrand                    | New-York          |
| 2004        | Kunst 04                           | Galerie UNE                                  | Zürich            |
| 2003        | Point(s) d'eau                     | Flux, Musée des Beaux-Arts                   | La Chaux-de-Fonds |
| 2001        | Objet Trait                        | Galerie Andata Ritorno                       | Genève            |
| 1999 / 2000 | Biennale des Amis des Arts         | Musée des Beaux-Arts                         | La Chaux-de-Fonds |
| 1998        | Dessine-moi un Objet Trait         | Galerie Andata Ritorno                       | Genève            |
| 1997        | Europ’Art                          | Galerie Andata Ritorno Palexpo               | Genève            |
| 1995 / 1997 | Biennale des Amis des Arts         | Musée des Beaux-Arts                         | La Chaux-de-Fonds |
| 1996        | Sculpture VIII                     | Parc Stagni Chêne-Bougeries                  | Genève            |
| 1995        | Art en plein air                   | Musée Perrin                                 | Môtiers           |
| 1994 / 1995 | in vivo                            | Galerie In Vitro                             | Genève            |
| 1994        | Objet Trait                        | Galerie Gastaud et Caillard                  | Paris             |
| 1993        | Temps d'Objet Trait                | Théâtre de la Balsamine                      | Bruxelles         |
| 1993 / 1994 | Biennale des Amis des Arts         | Musée des Beaux-Arts                         | La Chaux-de-Fonds |
| 1993        | Objet Trait                        | Galerie Gastaud & Caillard                   | Paris             |
| 1992 / 1993 | Objet Trait                        | Foire de l'Art, Bâle, Galerie Andata-Ritorno | Genève            |
| 1991 / 1992 | Peintures dans la ville            | Aarau, Neuchâtel, Renens, Lugano             |                   |
| 1991        | Objet Trait                        | Galerie MdJ                                  | Neuchâtel         |
| 1988        | Triangle projeté                   | Plein Art                                    | La Chaux-de-Fonds |

## Prix et bourses
- 1995 : Prix de la Biennale des Amis des Arts de la Chaux-de-Fonds, offert par Ebel SA.
- 1993 : Bourse d'encouragement à la création, BCN, Neuchâtel.
- 1993 : Bourse d'études de l'État de Neuchâtel pour un séjour à la Cité Internationale des Arts, Paris.